# Angola on the Lake, New York
Angola on the Lake, New York (енгл. Angola on the Lake) насељено је место без административног статуса у америчкој савезној држави Њујорк.

## Демографија
По попису из 2010. године број становника је 1.675, што је 96 (-5,4%) становника мање него 2000. године.
| Група             | 2000.         | 2010.         |
| Белци             | 1.736 (98,0%) | 1.605 (95,8%) |
| Афроамериканци    | 6 (0,3%)      | 8 (0,5%)      |
| Азијати           | 0 (0,0%)      | 1 (0,1%)      |
| Хиспаноамериканци | 15 (0,8%)     | 24 (1,4%)     |
| Укупно            | 1.771         | 1.675         |